# 厚里里
厚里里，為臺灣臺中市后里區的一個里。

## 地理
位於后里區中部。

## 交通

### 公路
132號縣道是連接大甲與后里的公路，在該里南部由西向東貫穿該里。